# Clayton Conrad Anderson
Clayton Conrad Anderson (født 23. februar 1959 i Omaha, Nebraska) er en amerikansk astronaut og ingeniør. Han blev opsendt til Den Internationale Rumstation den 10. juni 2007 som en del af besætningen på mission STS-117. Han erstattede Sunita Williams som del af ekspedition 15 på ISS. Han er vendt tilbage til Jorden med STS-120 den 7. november 2007.